# Argyresthia aureoargentella
Argyresthia aureoargentella is een vlinder uit de familie van de pedaalmotten (Argyresthiidae). De wetenschappelijke naam van de soort werd in 1953 gepubliceerd door Brower.